# لويس ر. هارلان
لويس ر. هارلان (بالإنجليزية: Louis R. Harlan)‏ هو مؤرخ أمريكي، ولد في 13 يوليو 1922 في ويست بوينت في الولايات المتحدة، وتوفي في 22 يناير 2010 في كسينغتون في الولايات المتحدة بسبب سرطان الكبد.